# André Gorz
André Gorz (* 9. Februar 1923 in Wien als Gerhart Hirsch; † 22. September 2007 in Vosnon, Département Aube, Frankreich) war ein französischer Sozialphilosoph österreichischer Herkunft. Seit den 1950er-Jahren lebte er als Publizist in Frankreich, war Mitarbeiter Jean-Paul Sartres und Mitbegründer des Nachrichtenmagazins Le Nouvel Observateur.
Über lange Jahre ein Anhänger Sartres existentialistischer Variante des Marxismus, brach Gorz mit Sartre nach dem Pariser Mai 1968. André Gorz wandte sich der politischen Ökologie zu und wurde deren führender Theoretiker. Zentrales Thema in den Überlegungen Gorz’ ist die Frage der Arbeit: Befreiung von der Arbeit, gerechte Verteilung der Arbeit, Entfremdung in der Arbeit. Recht auf Arbeit und Pflicht zur Arbeit gehörten für ihn lange zusammen, bis er sich schließlich für die Einführung eines Grundeinkommen aussprach.

## Biografie
André Gorz wurde als Sohn eines jüdischen Wiener Holzhändlers und einer katholischen, aus Dresden stammenden Sekretärin geboren. Sein Geburtsname war Gerhart Hirsch. Sein Vater konvertierte 1930 wegen des sich ausbreitenden Antisemitismus zum katholischen Glauben und nahm den Familiennamen Horst an. Der nationalsozialistischen Verfolgung entging Gorz durch seine Schulausbildung in einem Schweizer Internat, das er auf Betreiben seiner Mutter ab 1939 besuchte.
Nach dem Schulabschluss begann er ein Chemiestudium an der Eidgenössischen Technischen Hochschule Lausanne (unter dem Namen Gérard Horst), während er gleichzeitig bereits Übersetzungen aus dem Englischen erstellte, philosophische Essays und politische Artikel für eine Schweizer Genossenschaftszeitschrift verfasste. In der Schweiz lernte er seine aus England stammende spätere Frau Doreen Keir kennen.
Bei einer Vortragsreise Sartres durch die Schweiz kam es 1946 zu einer ersten Begegnung, aus der sich eine langjährige literarisch-philosophische Zusammenarbeit entwickelte. 1949 siedelte Gorz nach Frankreich um, wo er zunächst unter anderem als Pressereferent und später als Privatsekretär des indischen Militärattachés in Paris tätig war, aber bald Redakteur bei der Zeitung Paris Presse wurde. Zu dieser Zeit taucht auch erstmals der Name Gorz auf; von nun an veröffentlichte er als Journalist unter dem Namen Michel Bosquet und seine sozialphilosophischen Arbeiten unter André Gorz (Görz war der Name der Stadt; er hatte ihn als Herstellerbezeichnung auf dem Fernglas seines Vaters gefunden und offenbar für den Produktionsort gehalten). Dank der Unterstützung von Pierre Mendès France wurde der bislang staatenlose Gorz im Jahr 1957 französischer Staatsbürger.
1960 wurde Gorz ein Redaktionsmitglied der von Jean-Paul Sartre und Simone de Beauvoir gegründeten Zeitschrift Les Temps Modernes und 1964 Mitbegründer und stellvertretender Chefredakteur des Nachrichtenmagazins Le Nouvel Observateur. In Deutschland gehörte er zum Beraterkreis des damaligen Magazins Technologie und Politik, deren Herausgeber Freimut Duve war.
In den 1960er Jahren war Gorz politisch besonders aktiv und schuf sich einen Ruf als Theoretiker der Arbeiterselbstverwaltung und galt seit den 1970er Jahren als Befürworter der politischen Ökologie. Im Mittelpunkt aktueller Publikationen stand Gorz’ Begriff der Emanzipation als einer Befreiung, die die industrialistische Tradition der Linken zugunsten einer politischen Moral von Autonomie und Gemeinsinn hinter sich ließ. Zentrale Themen blieben aber distributive Überlegungen über Wissen und Arbeit.
Gorz’ wachstumskritische Theorien für eine ökologisch verträgliche Umgestaltung liberaler Gesellschaften griffen in den 1980er Jahren auch prominente deutsche Sozialdemokraten und Politiker der Grünen auf. Nach dem Zusammenbruch des kommunistischen Ostblocks ging Gorz auf Distanz zum Marxismus, da die Geschichte nicht mehr von einer Klasse getragen werde und es kein revolutionäres Subjekt mehr gebe.
André Gorz nahm sich am 22. September 2007 gemeinsam mit seiner schwer kranken, 83-jährigen Frau Dorine in ihrem gemeinsamen Haus in Vosnon (Aube) das Leben.

## Werk
Das 1958 erschienene Werk Le traître (dt.: Der Verräter, 1980) gibt über die frühe Existenz von Gorz Auskunft. Die Autobiographie entstand unter dem Einfluss der Existenzphilosophie Sartres, der dazu auch das Vorwort verfasste.
Ende der 1970er Jahre wies Gorz in viel beachteten Büchern darauf hin, dass die nur auf Wachstum ausgerichtete Wirtschaftsgesellschaft nicht nur zum sozialen, sondern auch zum ökologischen Desaster führe. Damit wurde er zu einem der Wegbereiter der wachstumskritischen Bewegung. Heftig diskutiert wurde v. a. innerhalb der gewerkschaftlich orientierten Linken sein Buch Adieux au prolétariat von 1980, das ihn in Deutschland bekannt machte. Gorz entwickelt hier seine Vision einer Gesellschaft, die sich unter postindustriellen Bedingungen neu organisiert. Zum Kultbuch für die undogmatischen Ökosozialisten wurde der Band Les Chemins du Paradis von 1983 (dt.: Wege ins Paradies), in dem Gorz die ökonomische Krise der 1970er Jahre analysierte. 1988 erschien sein Hauptwerk Métamorphoses du travail (dt.: Kritik der ökonomischen Vernunft, 1989), wo er den Begriff der Arbeit analysiert und für ihre Umverteilung und Flexibilisierung plädiert. Recht auf Arbeit, Pflicht zu arbeiten und Bürgerrecht sind für ihn untrennbar miteinander verknüpft. „Es handelt sich nicht darum, den aus dem Produktionsprozess Ausgeschlossenen ein Grundeinkommen zu sichern, sondern um die Beseitigung der Bedingungen, die zu diesem Ausschluss geführt haben“. Der 1991 erschienene Band Und jetzt wohin? enthält Reden und Zeitschriftenbeiträge Gorz über die Zukunft der Linken und den ökologischen Umbau der Gesellschaft.
Viel diskutiert wurde in Frankreich die 1997 erschienene Schrift Misères du présent, richesses du possible (dt.: Arbeit zwischen Misere und Utopie, 2000), wo Gorz das Ende der Vollbeschäftigung als Chance begreift und der Frage nachgeht, wie in einer solchen Gesellschaft die Funktion der Arbeit durch andere Aktivitäten ersetzt werden könnte. In dieser Schrift begründete Gorz mit marxistischen Argumenten das Grundeinkommen. 2003 führte Gorz in seinem letzten großen Werk L’immatériel (dt.: Wissen, Wert und Kapital, 2004) aus, dass sich Wissen nicht zur Behandlung als Privateigentum eigne, da es keinen Warencharakter besitze, sondern vielmehr als Gemeingut verstanden werden sollte.

## Zitat
„Das Ziel einer Gesellschaft, in der ein(e) jede(r) weniger arbeitet, damit alle Arbeit finden und besser leben können, wird somit heute zu einem der wichtigsten Faktoren des Zusammenhalts der Gewerkschaft und der Erneuerung sozialer Freiheitsbewegungen.“

„Als Mitglied der Gesellschaft habe ich das Recht darauf, von ihr einen Anteil am gesellschaftlich produzierten Reichtum zu verlangen; als ihrem Mitglied hat die Gesellschaft mir gegenüber das Recht, von mir den entsprechenden Anteil der gesellschaftlichen Arbeit zu verlangen. Über die Pflicht, die sie mir setzt, erkennt sie mich als ihr Mitglied an.“

## Veröffentlichungen

### Werke
- Strategy for labor: a radical proposal. Beacon Press, 1968.
- Zur Strategie der Arbeiterbewegung im Neokapitalismus. Europäische Verlagsanstalt, Frankfurt am Main 1967.
- Die Aktualität der Revolution. Nachtrag zur "Strategie der Arbeiterbewegung im Neokapitalismus". Europäische Verlagsanstalt, Frankfurt am Main 1970.
- Kritik der Arbeitsteilung. 1974.
- Ökologie und Politik. Beiträge zur Wachstumskrise. 1977.
- Socialism and revolution. Allen Lane. 1975.
- Abschied vom Proletariat – jenseits des Sozialismus. (Aus dem Französischen übersetzt von Heinz Abosch.) Europäische Verlagsanstalt, Frankfurt am Main 1980.
- Wege ins Paradies. Thesen zur Krise, Automation und Zukunft der Arbeit. (Originaltitel: Les chemins du paradis. Aus dem Französischen von Eva Moldenhauer.) Rotbuch Verlag, Berlin 1983, ISBN 3-88022-279-7.
- Kritik der ökonomischen Vernunft. Sinnfragen am Ende der Arbeitsgesellschaft. Aus dem Französischen von Otto Kallscheuer. Rotbuch, Berlin 1989. (Neuauflage Rotpunktverlag, Zürich 2009, ISBN 978-3-85869-429-4)
- Der Verräter. Mit dem Essay Über das Altern. (Original 1958 und Essay 1961/62, aus dem Französischen übersetzt von Eva Moldenhauer.) Suhrkamp, Frankfurt am Main 1997. (Neuauflage Rotpunktverlag, Zürich 2008, ISBN 978-3-85869-379-2)
- Arbeit zwischen Misere und Utopie. Aus dem Französischen von Jadja Wolf. Suhrkamp, Frankfurt am Main 1999, ISBN 3-518-41017-2.
- Wissen, Wert und Kapital. Zur Kritik der Wissensökonomie. Aus dem Französischen von Jadja Wolf. 4. Auflage. Rotpunktverlag, Zürich 2010, ISBN 978-3-85869-282-5.
- Auswege aus dem Kapitalismus. (Originaltitel: Écologica. Aus dem Französischen von Eva Moldenhauer.) 2. Auflage. Rotpunktverlag, Zürich 2009, ISBN 978-3-85869-391-4.
- Le fil rouge de l'écologie. Entretiens inédits en français. Willy Gianinazzi (Hrsg.) Ed. de l'EHESS, Paris 2015, ISBN 978-2-7132-2501-7.
- Brief an D. Geschichte einer Liebe. (Originaltitel: Lettre à D. Histoire d’un amour. Aus dem Französischen von Eva Moldenhauer.) 8. Auflage. Rotpunktverlag, Zürich 2017, ISBN 978-3-85869-725-7.
- Leur écologie et la nôtre. Anthologie d'écologie politique, Françoise Gollain, Willy Gianinazzi (Hrsg.), Ed. du Seuil, Paris, 2020.

### Aufsätze
- "Das Ende der Vollbeschäftigung", in: Technologie und Politik. Das Magazin zur Wachstumskrise (Freimut Duve Hrsg.). Nr. 15, 1980, S. 8–28.

- The social ideology of the motorcar. In: Le Sauvage. September–Oktober 1973. (Kopie am 11. August 2018 auf Uneven Earth veröffentlicht.)
- Welches Wissen? Welche Gesellschaft? Beitrag zum Kongress Gut zu Wissen der Heinrich-Böll-Stiftung 5/2001 Interview in Wissensgesellschaft.

### Interview
- Wissen, Wert, Kapital. Von der Entsinnlichung und Privatisierung des Denkens. Interview von Thomas Schaffroth in: Die Wochenzeitung. 26. März 2003. WochenZeitung WoZ Online-Artikel

## Sekundärliteratur
- Hans Leo Krämer, Claus Leggewie (Hrsg.): Wege ins Reich der Freiheit. André Gorz zum 65. Geburtstag. Rotbuch, Berlin 1989, ISBN 3-88022-741-1.
- Claus Leggewie, Wolfgang Stenke (Hrsg.): André Gorz und die zweite Linke. Die Aktualität eines fast vergessenen Denkers. Klaus Wagenbach, Berlin 2017, ISBN 978-3-8031-2785-3
- Adrian Little: The Political Thought of Andre Gorz. Routledge Chapman & Hall, London / New York 1996, ISBN 0-415-13866-3
- Ralf Zwengel (Hrsg.): Ohne Proletariat ins Paradies? Zur Aktualität des Denkens von André Gorz. (= Schriftenreihe der Heinrich Böll-Stiftung Hessen, 23). Klartext, Essen 2009 ISBN 978-3-8375-0264-0
- Berliner Debatte Initial: Solitär - André Gorz (= Jahrgang 2013, Ausgabe 4). WeltTrends, Potsdam 2013 ISSN 0863-4564
- Willy Gianinazzi: André Gorz. Une vie. La Découverte, Paris 2016 ISBN 978-2-7071-9103-8 / André Gorz: A Life, Seagull Books, London, 2022.

## Filmografie
- Charline Guillaume, Victor Tortora, Julien Tortora und Pierre-Jean Perrin, Umdenken ! Mit André Gorz zu einer neuen Gesellschaft, autoproduction[9][10]